# 利波瓦
利波瓦是羅馬尼亞的城鎮，位於該國西部，距離首府阿拉德30公里，由阿拉德縣負責管轄，面積134.6平方公里，海拔高度192米，2009年人口11,007，大多數居民信奉東正教。

## 外部連結
- Website of Lipova City  （页面存档备份，存于）
- Official Facebook Page of Lipova City
- Official Google+ Page of Lipova City